# Stala & So.
Stala & So. je hard rok bend iz Finske osnovan 1997. godine. Osnovao ga je pevač benda, Sampsa Astala, poznatiji kao „Kita“, bivši bubnjar grupe Lordi. Godine 2011. bend je učestvovao na izboru za finskog predstavnika za Pesmu Evrovizije 2011. sa pesmom „Pamela“. Stigli su do finalne večeri takmičenja gde su eliminisani. Prvi studijski album pod imenom It Is So. izašao je 16. februara 2011. godine. Drugi studijski album imenovan Play Another Round izašao je 22. februara 2013. godine.

## Članovi benda
- Sampsa Astala - Vokal
- Sami J. - Gitara
- Pate Vaughn - Gitara
- Nick Gore - Bas gitara
- Hank - Bubnjevi

## Diskografija

### Singlovi
- Burn The Rocks (2000)
- 3+1 (2000)
- Shout! (2008)
- Everything For Money (2010)
- Rock Until I'm Done (2012)
- The Boys Are Having Fun (2013)

### Albumi
- The Best Of (2007)
- It Is So. (2011)
- Gimmie Five (EP) (2011)
- Play Another Round (2013)